# MOON GOLD
『MOON GOLD』（ムーン・ゴールド）はロックバンド、the pillowsのメジャー1枚目のフルアルバム。

## 概要
『the PILLOWS』の名義で発表された作品で、第一期のピロウズ第4作目(メジャー1stアルバム)。
アルバムタイトルの由来は「MOONという言葉を使いたかったから」という理由。「1stアルバムはロンドンレコーディング」という条件でポニーキャニオンと契約したが、湾岸戦争の影響で次回へと見送りにされた。
最初にレコーディングした楽曲は「FOREIGNER」。
「雨にうたえば」は先行シングルとしてリリースされている。このアルバムから「WANT TO SLEEP FOR…」が『TURN BACK』にて、セルフカバーされている。

## 収録曲
全編曲:the PILLOWS
#1~2,4~5,7,9~11 作詞曲:山中さわお
#3,6 作曲:山中さわお,上田ケンジ/作詞:山中さわお
#8 作詞曲:上田ケンジ
#12 作曲:上田ケンジ/作詞:山中さわお
1. キミがいる (4:02)
2. This is my fashion (2:36)
3. I Need Somebody (4:33)
4. Dear, my 'first' step (5:00)
5. 雨が降ってきたような気がする (4:08)
6. 雨にうたえば (4:44)
7. Kiss me, Baby (2:46)
8. あそこへ帰りたい (3:18)
9. ハロー・ガール (4:15)
10. FOREIGNER (3:20)
11. WANT TO SLEEP FOR… (3:27)
12. さようなら第三惑星 (5:18)